# 谦年传说
谦年传说是创作歌手薛之謙于2008年12月20日在上海国际体操中心举行的个人首场演唱会。因为只有一场，所以并不算是一巡。观看人数为5000人。

## 背景
此前因为严重的喉咙炎症，薛之谦几乎失声。出于对歌迷负责的态度，他决定把原定11月29日的个唱推迟到12月20日举行。他透露，此次演唱会除了首次演唱新专辑的部分曲目外，还将带给大家数首经典歌曲，演唱会上还将一展舞姿。
在临上场前，型秀家族的成员都来到化妆间为薛之谦加油打气，贾青，丁爽、刘君林、罗开元、高娅媛都送上了祝福。此外，陈耀川、赵英俊、倪睿思、朱祯等到场助阵。

## 相關影音
原本上腾娱乐并无计划推出此次演唱会的Live专辑，但是由于歌迷的购买愿望强烈，于2009年8月26日正式发行《谦年传说全国演唱会2008上海站》。专辑中没有将演唱会上表演的所有歌曲全部收录，未收录的曲目是《一千年以后》和《情非得已》。

### 曲目
1. 开场
2. 倾城
3. 红尘女子
4. Memory
5. 北极雪
6. 爱我还是他
7. MY SHOW
8. LET U GO
9. 马戏小丑
10. 金箍棒
11. 王子归来
12. 星河之役
13. 我们的世界
14. 爱的期限
15. 你过的好吗
16. 传说
17. 给我的爱人
18. 梦醒了
19. 原来你什么都不想要
20. 吻别
21. 深深爱过你
22. 黄色枫叶
23. 认真的雪